# Condado de Cumberland (Pensilvânia)
O Condado de Cumberland é um dos 67 condados do Estado americano da Pensilvânia. A sede do condado é Carlisle, e sua maior cidade é Carlisle. O condado possui uma área de 1 427 km²(dos quais 3 km² estão cobertos por água), uma população de 213 674 habitantes, e uma densidade populacional de 150 hab/km² (segundo o censo nacional de 2000). O condado foi fundado em 27 de janeiro de 1750.